# Coniglio Editore
La Coniglio Editore è una casa editrice italiana.

## Storia
È stata fondata nel 2001 da Francesco Coniglio, proveniente dall'esperienza di Mare Nero, Blue Press e della Castelvecchi Editoria & Comunicazione (di cui ha rilevato e ripubblicato, nel corso degli anni, alcuni titoli) e da altre esperienze editoriali.
Si è occupata principalmente di pubblicare volumi riguardanti il fumetto e la musica leggera, pur non tralasciando la narrativa e soprattutto varia saggistica.
Tra le varie collane, Discografia italiana pubblicava volumi monografici dedicati a cantanti e cantautori, ricostruendo in maniera filologica e completa la discografia di ognuno di essi.
Nel corso degli anni hanno pubblicato per la Coniglio Editore autori come Milo Manara, Filippo Scozzari, Gipi,  Francesca Mazzucato, Paolo Bacilieri, Giuseppe Manunta, Giovanna Casotto, Giorgio Gigliotti, Laura Scarpa, Fernando Fratarcangeli, Andrea Plazzi, Michele Neri, Davide Toffolo, Roberto Carvelli, Luciano Ceri, Federico Fiumani, Pasquale Panella, Massimiliano Parente, Gianluca Piredda, Melisanda Massei Autunnali, Maurizio Becker, Roberto Calabrò, Cynthia Powell, Carlo Loffredo, Franco Settimo, Vincenzo Micocci, Franco Saudelli, Enrico Teodorani, Enric Badia Romero, Bastien Vivès, Francesca Paolucci, Gildo De Stefano, Giuseppe Pollicelli, Massimo Zampini, Luciano Bernasconi, Massimiliano Nuzzolo, Alda Teodorani, Alessandro Montosi.
Nel 2010 ha dato vita a Comics Web, una rivista gratuita in formato pdf consultabile online che raccoglie autori esordienti di fumetti. Il numero zero è stato presentato a Roma il 28 maggio 2010 in occasione della giornata nazionale del fumetto Comics Day, mentre il numero 1 è stato presentato a Lucca Comics and Games il 1º novembre 2010.
La casa editrice è fallita alla fine del 2011.
Nel 2023 riprende l'attività con una serie di nuove pubblicazioni a tema musicale.

## Riviste

### Fumetti
- Scuola di fumetto
- ANIMAls
- Comics Web (pdf online gratuito)

### Fumetti erotici
- Blue
- X Comics
- Touch

### Manga
- Mangaka

### Musica
- Musica Leggera

### Cinema
- Cine70 e dintorni

## Volumi

### Fumetti
- Andrea Plazzi, Leo Ortolani - Cuore di Rat-Man, 2004
- Alessandro Montosi, Ufo Robot Goldrake - Storia di un eroe nell'Italia degli anni '80, 2007
- Filippo Scozzari, Prima Pagare Poi Ricordare. Da «Cannibale» a «Frigidaire». Storia di un manipolo di ragazzi geniali. (autobiografia), 2008
- Davide Toffolo, Lezioni di fumetto, 2009
- Grazia Nidasio, Valentina Mela Verde, ristampa Corriere dei Piccoli e Corriere dei Ragazzi

### Cinema
- Fabio Melelli, Orchidea De Santis, 2004

### Narrativa
- Federico Fiumani, Dov'eri tu nel '77?, 2006
- Filippo Scòzzari, Memorie dell'Arte Bimba, 2007
- Federico Fiumani, Brindando coi demoni, 2007
- Filippo Scòzzari, XXXX, Racconti Porni, 2008
- Giorgio Gigliotti, Hotel Allah, 2008

### Poesia
- Massimiliano Nuzzolo, Tre metri sotto terra. Brevi poesie degli amori tramontati, 2007
- Giuseppe Pollicelli, Che quantità d'amore vuoi. Poesie sulle passioni, sul sesso e in definitiva sulla vita, 2008

### Musica
- Fernando Fratarcangeli, Mina talk. Vent'anni di interviste. 1959-1979, 2005 (ristampato nel 2009)
- Cynthia Powell, John, 2006
- Melisanda Massei Autunnali, Chiedi chi sono gli Stadio. Storia di una rock band italiana, 2006
- Maurizio Becker, C'era una volta la RCA. Conversazioni con Lilli Greco, 2007
- Luciano Ceri, Pensieri e parole. Lucio Battisti. Una discografia commentata, 2008
- Michele Bovi, Da Carosone a Cosa Nostra. Gli antenati del videoclip, 2008
- Federico Fiumani, Diaframma track by track, 2008
- Maurizio Becker, Quanto mi dai per Endrigo?, 2008
- Carlo Loffredo, Billie Holiday, che palle!, 2008
- Francesco Mirenzi, Battisti talk. Tutte le interviste alla stampa, radio e televisione, 2009
- Vincenzo Micocci, Vincenzo io ti ammazzerò, 2009
- Fernando Fratarcangeli, Cento dischi d'oro. Piccola storia della musica pop attraverso i cento 45 giri più rari della discografia italiana, 2009
- Roberto Calabrò, Eighties Colours. Garage, beat e psichedelia nell'Italia degli anni Ottanta, [2010]
- Gianni Marchetti, Il mio Piero Ciampi, 2010
- Franco Brizi, Le ragazze dei capelloni. Icone femminili beat e yé-yé 1963-1968, 2010
- Maurizio Becker (a cura di), Da Mameli a Vasco. 150 canzoni che hanno unito gli italiani, 2011
- Gildo De Stefano, The Voice. Vita e italianità di Frank Sinatra, Prefazione di Renzo Arbore, Coniglio Editore, Roma 2011 ISBN 88-317-5510-2

### Musica - Serie Discografia Illustrata
- Michele Neri, e Franco Settimo, Discografia Illustrata. Ivano Fossati, 2005
- Alessandro Pomponi, " Discografia Illustrata. Franco Battiato" 2006
- Fernando Fratarcangeli, Discografia Illustrata. Patty Pravo, 2006
- Michele Neri, Claudio Sassi e Franco Settimo, Discografia Illustrata. Fabrizio De André, 2006
- Franco Brizi, Discografia Illustrata. Led Zeppelin, 2006
- Melisanda Massei Autunnali, Discografia Illustrata. Gianna Nannini, 2007
- Fernando Fratarcangeli, Discografia Illustrata. Eros Ramazzotti, 2007
- Stefano Frollano, Discografia Illustrata. Neil Young, 2007
- Franco Brizi, Discografia Illustrata. Pink Floyd, 2007
- Manlio Fierro, Melisanda Massei Autunnali, Raffaele Pirretto, Discografia Illustrata. Claudio Baglioni, 2008
- Marco Alberghini Maltoni, MAlberto Quartu, Discografia Illustrata. Renato Zero, 2009
- Roberto Pirola, Claudio Sassi, Discografia Illustrata. Pooh, 2010

## Premi e riconoscimenti
Il volume C'era una volta la RCA, libro-intervista di Maurizio Becker a Lilli Greco, nel 2008 ha vinto il Premio Siae come miglior libro di saggistica sulla musica italiana.
Il volume Eighties Colours. Garage, beat e psichedelia nell'Italia degli anni Ottanta di Roberto Calabrò, nel 2010 ha vinto il Premio M.E.I. (Meeting delle Etichette Indipendenti) come miglior libro musicale dell'anno.